# Tonderai Chavhanga
Pas d'image ? Cliquez ici

a Compétitions nationales et continentales officielles uniquement.

b Matchs officiels uniquement.
Dernière mise à jour le 28 août 2018.
Tonderai Chavhanga, né le 24 décembre 1983 à Masvingo, au Zimbabwe, est un joueur sud-africain d'origine zimbabwéenne de rugby à XV, évoluant au poste d'ailier.

## Biographie
Il commence sa carrière internationale à 21 ans avec les Springboks contre l'Uruguay le 11 juin 2005 comme ailier droit. Il inscrit alors 6 essais (un record sud-africain) lors de la large victoire 134-3.
En juin 2007, il remporte la Coupe des nations avec les Emerging Springboks, réserve de l'équipe nationale sud-africaine.
Quelques semaines plus tard, il connaît une nouvelle sélection en équipe première le 14 juillet contre les All Blacks. Il jouait pour les Stormers en Super12/14 et la Western Province en Currie Cup, il a maintenant signé à Newport Gwent Dragons (depuis 2010). Il est capable de courir le 100m en 10.27 secondes, ce qui en fait à l'époque, peut-être le joueur de rugby le plus rapide au monde[réf. nécessaire].

## Statistiques en équipe nationale
- 4 sélections entre 2005 et 2008
- 6 essais en test matchs
- 30 points (6 essais)
- Sélections par saison : 1 en 2005, 1 en 2007, 2 en 2008.